# アーサイナス大学
アーサイナス大学（Ursinus College）は、1869年に創立されたアメリカ合衆国ペンシルベニア州カレッジビルに位置する私立大学。アメリカ東部に於いて、傑出した教育を行うリベラル・アーツ・カレッジとして有名である。
リベラル・アーツ教育に重点を置いており、ハーバード大学をはじめとするアメリカの他大学とは一線を画した教育を行っている。
U.S. News & World Report Best Colleges 2013 のリベラル・アーツ・カレッジ部門では75位にランクインし、アメリカ東部で非常に人気のあるリベラル・アーツ・カレッジとなっている。
全校生徒は1500人ほどであり80％以上のクラスが20人以下で構成されているため、教授と学生の距離が非常に近い。そのため、授業はディスカッションをベースにしたものが多く大規模校にはない充実した学習環境を提供している。